# 所十三
所 十三（ところ じゅうぞう、1961年8月30日 - ）は、日本の漫画家。静岡県掛川市出身。静岡県立掛川西高等学校、駒澤大学卒業。本名：岡田 信幸（おかだ のぶゆき）。

## 概要
駒澤大学漫画クラブOBの芳井一味と高橋葉介のアシスタントを務め、在学中に『ピントはずれのかぞく式』で講談社新人漫画賞佳作を受賞（受賞式には学生服姿で臨んでいる）、1984年（昭和59年）『月刊少年マガジン』で読み切り『名門!多古西応援団』にてデビュー。これが好評だったことから連載となる。この他にも『週刊少年マガジン』で連載した『疾風伝説 特攻の拓』などのような、硬派な世界の少年達の漫画を数多く手掛ける。最近では『DINO2』『白亜紀恐竜奇譚 竜の国のユタ』のような、かねてから興味を抱いていた恐竜をテーマにした漫画を中心に発表している。
ペンネームの「所」は大学時代に所ジョージに似ていたことから、漫画クラブの先輩がつけたニックネームに由来し、会員番号が3であることから当時は「所-03」のペンネームを使用していた。なお、「十三」は担当編集者による命名という。
恐竜の化石を所蔵しており、恐竜展で展示されることもある。

## 作品
- ピントはずれのかぞく式（講談社新人漫画賞佳作、雑誌未発表、「仰げば尊し!」6巻収録、講談社）
- 名門!多古西応援団（1984年 - 1992年、月刊少年マガジン、講談社）
- 仰げば尊し!（1986年 - 1987年、週刊少年マガジン、講談社）
- SHOGUN（原作：史村翔、1988年 - 1991年、週刊少年マガジン、講談社）
- 疾風伝説 特攻の拓（原作：佐木飛朗斗、1991年 - 1997年、週刊少年マガジン）
  - 疾風伝説 特攻の拓 外伝 〜Early Day’s〜（原作：佐木飛朗斗、2011年 - 2013年、月刊ヤングマガジン、講談社）
- 東京無頼 風祭一家 JIN-GI御免!（1994年 - 1995年、月刊少年マガジン、講談社）
- G-HARD（原作：史村翔、1998年 - 1999年、週刊少年マガジン、講談社）
- SHADOW OF SPAWN （1998年 - 1999年、電撃コミックガオ!、メディアワークス）
- 突撃め!第二少年工科学校（2000年 - 2001年、週刊少年マガジン、講談社）
- DINO2（モーニング、講談社）
  - COMIC恐竜物語（2013年、ポプラ社）『DINO2』の加筆修正・再編集版、全4巻
- 達磨（イブニング、講談社）
- Pound for Pound（週刊少年チャンピオン、秋田書店）
- 白亜紀恐竜奇譚 竜の国のユタ（週刊少年チャンピオン、秋田書店）
  - D-ZOIC（2008年 - 2009年、週刊少年チャンピオン、秋田書店）
- 強行-捜査一課強行犯係（原作：横山秀夫、ヤングマガジンアッパーズ、講談社）
- 正義の鬼 艮 （週刊漫画ゴラク、日本文芸社）
- AL（2010年、週刊少年チャンピオン、秋田書店）
- ドルフィン（原作：岩橋健一郎、2014年10月28日 - 2018年6月12日、チャンピオンクロス、2018年7月10日 -連載中、マンガクロス、秋田書店）
- ももクロ画談録（2016年、白夜書房）※フリーライター・小島和宏との共著